# Xeni Gwet'in
Xeni Gwet'in (Nemiah), jedna od 6 skupina nacije Chilcotin, naseljena na tradicionalnom teritoriju, Nemiah valley, koja se nalazi između jezera Chilko i Taseko, nešto manje od 200 kilometara zapadno od jezera William Lake u Britanskoj Kolumbiji, Kanada.
Populacija im iznosi oko 400, od čega 150 na rezervatu Nemiah valley (Nemaiah Valley), i 250 po drugim dijelovima Kanade i SAD-a.